# Syzygium roseomarginatum
Syzygium roseomarginatum är en myrtenväxtart som först beskrevs av Charles Budd Robinson, och fick sitt nu gällande namn av Elmer Drew Merrill och Lily May Perry. Syzygium roseomarginatum ingår i släktet Syzygium och familjen myrtenväxter. Inga underarter finns listade i Catalogue of Life.